# Miglena Markova
Pour les articles homonymes, voir Markova.
Miglena Markova (en bulgare : Миглена Маркова), née le 16 février 1983 à Koubrat, est une rameuse bulgare.

## Palmarès

### Jeux olympiques
- 2004 à Athènes,  Grèce
  - 4e en deux sans barreuse, et en deux de couple

### Championnats du monde
- 2009 à Poznań,  Pologne
  -  Médaille d'argent en deux de couple
- 2005 à Gifu,  Japon
  -  Médaille de bronze en deux de couple